# Arroio da Ingrata
O arroio da Ingrata é um curso de água que banha o município de Tibagi, no estado do Paraná. Pertence à bacia do rio Tibagi, sendo afluente deste.
O arroio é bastante conhecido em Tibagi devido a presença de várias quedas d'água e áreas de lazer.
Um dos espaços bastante frequentado por turistas no arroio é o Recanto da Usina Velha. O local abriga uma construção de 1953 que ficava o gerador de uma usina hidrelétrica. A antiga usina foi inaugurada em 21 de dezembro de 1924 e idealizada e construída por Ernesto Kugler, alemão nascido em 1888. A usina gerou energia para o município de Tibagi por 44 anos, até ser desativada no ano de 1968.